# Rakula (plaats)
Rakula is een plaats in het Northern Territory van Australië, ongeveer 72 kilometer ten zuidwesten van Darwin.
Bij de volkstelling in 2016 telde Rakula 99 inwoners. In 2021 was dit aantal teruggelopen tot 59.
De rivier Finniss loopt door Rakula.